# العلجة بن دحمان
العلجة بن دحمان (بالإنجليزية: Laldja Bendahmane)‏‏ (8 يناير 1995 - ) لاعبة كرة طائرة من الجزائر.